# Convenzioni della Virginia
Le Convenzioni della Virginia sono state assemblee di delegati eletti allo scopo di stabilire costituzioni di legge fondamentale per il Commonwealth della Virginia, con potere superiore alla legislazione dell'Assemblea Generale. Le loro costituzioni e i successivi emendamenti coprono quattro secoli sull'intero territorio dell'attuale Virginia, West Virginia e Kentucky.
Le prime Convenzioni della Virginia sostituirono il governo coloniale britannico con l'autorità del "popolo" fino all'inizio del governo statale con la Costituzione del 1776. Successivamente all'adesione all'Unione degli Stati Uniti nel 1788, le cinque convenzioni costituzionali statali illimitate della Virginia si sono svolte nel 1829-1830, nel 1850, intorno al periodo della Guerra Civile nel 1864, nel 1868 e infine nel 1902. Queste prime convenzioni, prive di restrizioni sulla loro giurisdizione, si sono occupate principalmente del diritto di voto e della rappresentanza nell'Assemblea Generale.
Le Convenzioni del 1861 alla vigilia della guerra civile americana si sono tenute a Richmond per la secessione e a Wheeling per un governo fedele alla Costituzione degli Stati Uniti.
Nel XX secolo, le Convenzioni statali limitate sono state utilizzate nel 1945 per estendere il suffragio ai membri delle forze armate in tempo di guerra e nel 1955 per attuare la "resistenza massiccia" ai tentativi della Corte Suprema di desegregazione delle scuole pubbliche. Le alternative alle Convenzioni sono state rappresentate da commissioni per la riforma costituzionale nel 1927 per ristrutturare il governo statale e nel 1969 per conformare la costituzione statale agli statuti del Congresso del Voting Rights Act e alla legge costituzionale degli Stati Uniti. Ciascuna di queste raccomandazioni del XX secolo è stata poi sottoposta al popolo per la ratifica tramite referendum.

## Lista delle convenzioni
| Convenzione                                | Date                             | Luoghi       | Presidente               | Motivo di riunione                                        | Risultati                                                           |
| ------------------------------------------ | -------------------------------- | ------------ | ------------------------ | --------------------------------------------------------- | ------------------------------------------------------------------- |
| Prima convenzione rivoluzionaria           | 1 agosto 1774                    | Williamsburg | Peyton Randolph          | Dissoluzione della House of Burgesses                     | Richiesta di un Congresso continentale                              |
| Seconda convenzione rivoluzionaria         | 20 marzo 1775                    | Richmond     | Peyton Randolph          | Ritirata per motivi di sicurezza                          | Milizia mobilitata                                                  |
| Terza convenzione rivoluzionaria           | 17 luglio 1775                   | Richmond     | Peyton Randolph          | Governatore (Dunmore) fugge da Williamsburg               | Istituzione del Comitati di sicurezza                               |
| Quarta convenzione rivoluzionaria          | dicembre 1775                    | Williamsburg | Edmund Pendleton         | Sicurezza a Williamsburg                                  | Aumento delle truppe                                                |
| Quinta convenzione rivoluzionaria          | 6 maggio - 5 luglio 1776         | Williamsburg | Edmund Pendleton         | Mossa verso l'indipendenza                                | Costituzione Repubblicana                                           |
| Convenzione di ratifica                    | 2–27 giugno 1788                 | Richmond     | Edmund Pendleton         | Ratifica della Costituzione degli Stati Uniti d'America   | Ratificata                                                          |
| Convenzione costitiuzionale 1829-1830      | 5 ottobre 1829 - gennaio 1830    | Richmond     | Philip P. Barbour        | Squilibrio regionale                                      | Trionfo del tradizionalismo                                         |
| Convenzione costitiuzionale 1850           | 14 ottobre 1850 - 1 agosto 1851  | Richmond     | John Y. Mason            | Squilibrio regionale                                      | Governatore eletto dal popolo                                       |
| Convenzione sulla Secessione               | 3 febbraio - 16 dicembre 1861    | Richmond     | John Janney              | Questione della secessione                                | Delibera di secessione con referendum                               |
| Convenzione di Wheeling                    | 13–15 maggio 1861                | Wheeling     | Arthur I. Boreman        | Movimento secessionista                                   | Governo ripristinato fedele alla Costituzione degli Stati Uniti     |
| Convenzione dei lealisti del 1864          | 13 febbraio - 11 aprile 1864     | Alexandria   | LeRoy G. Edwards         | Separazione della Virginia Occidentale                    | Abolizione della schiavitù                                          |
| Constitutional Convention del 1868         | 3 dicembre 1867 - 17 aprile 1868 | Richmond     | John C. Underwood        | Ratificazione del 14° emendamento                         | Affrancamento degli schiavi                                         |
| Constitutional Convention del 1902         | 12 giugno 1901 - 26 giugno 1902  | Richmond     | John Goode Jr.           | Movimento Progressista                                    | Privazione del diritto di voto al 50% dei bianchi e al 90% dei neri |
| Constitutional Commission del 1927         | 7 luglio 1926 - 16 febbraio 1927 | Richmond     | Robert R. Prentis        | Movimento Progressista                                    | Rafforzamento dell'Organizzazione Byrd                              |
| Limited Constitutional Convention del 1933 | 25 ottobre 1933                  | Richmond     | C. O'Connor Goolrick     | Era del Proibizionismo                                    | Fine del Proibizionismo in Virginia                                 |
| Limited Constitutional Convention del 1945 | 30 aprile - 1,2,22 maggio 1945   | Richmond     | John J. Wicker Jr.       | Militari privati del diritto di voto                      | Diritto di voto ai militari                                         |
| Limited Constitutional Convention del 1956 | 5–7 marzo 1956                   | Richmond     | John C. Parker           | Resistenza Massiccia                                      | Scuole segregate                                                    |
| Constitutional Commission del 1969         | Aprile 1968 - 1 gennaio 1969     | Richmond     | Albertis S. Harrison Jr. | Disallineamento con le corti e le leggi degli Stati Uniti | Allineamento con le corti e le leggi degli Stati Uniti              |

## Convenzioni

### Prima convenzione rivoluzionaria

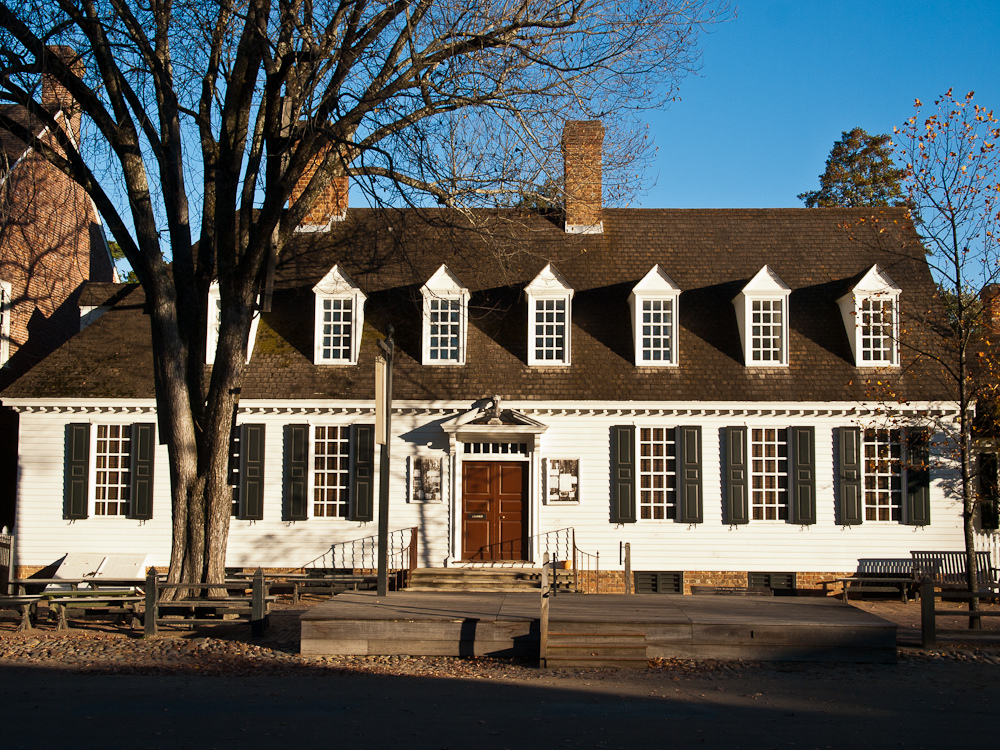
Raleigh Tavern presso Colonial Williamsburg

La Prima Convenzione venne organizzata dopo che Lord Dunmore, governatore reale della colonia, sciolse la House of Burgesses. Questo avvenne in risposta alla richiesta dell'organo di indire una giornata di preghiera in segno di solidarietà con Boston, nel Massachusetts. La città era stata infatti penalizzata dal governo britannico con la chiusura del porto a seguito del Boston Port Act.
I delegati, che all'epoca erano eletti da proprietari terrieri liberi in tutta la colonia, si trasferirono nella Raleigh Tavern per continuare a riunirsi. Qui dichiararono il loro sostegno al Massachusetts e proposero un congresso di tutte le colonie, il Congresso Continentale.
Riuniti come Prima Convenzione, i delegati si incontrarono il 1º agosto 1774 e procedettero ad eleggere gli ufficiali, vietare il commercio e il pagamento dei debiti con la Gran Bretagna, e promettere rifornimenti. Peyton Randolph, Presidente della Camera dei Burghesi, venne eletto Presidente della convenzione (incarico che mantenne per le convenzioni successive fino alla sua morte nell'ottobre del 1775).

### Seconda convenzione rivoluzionaria

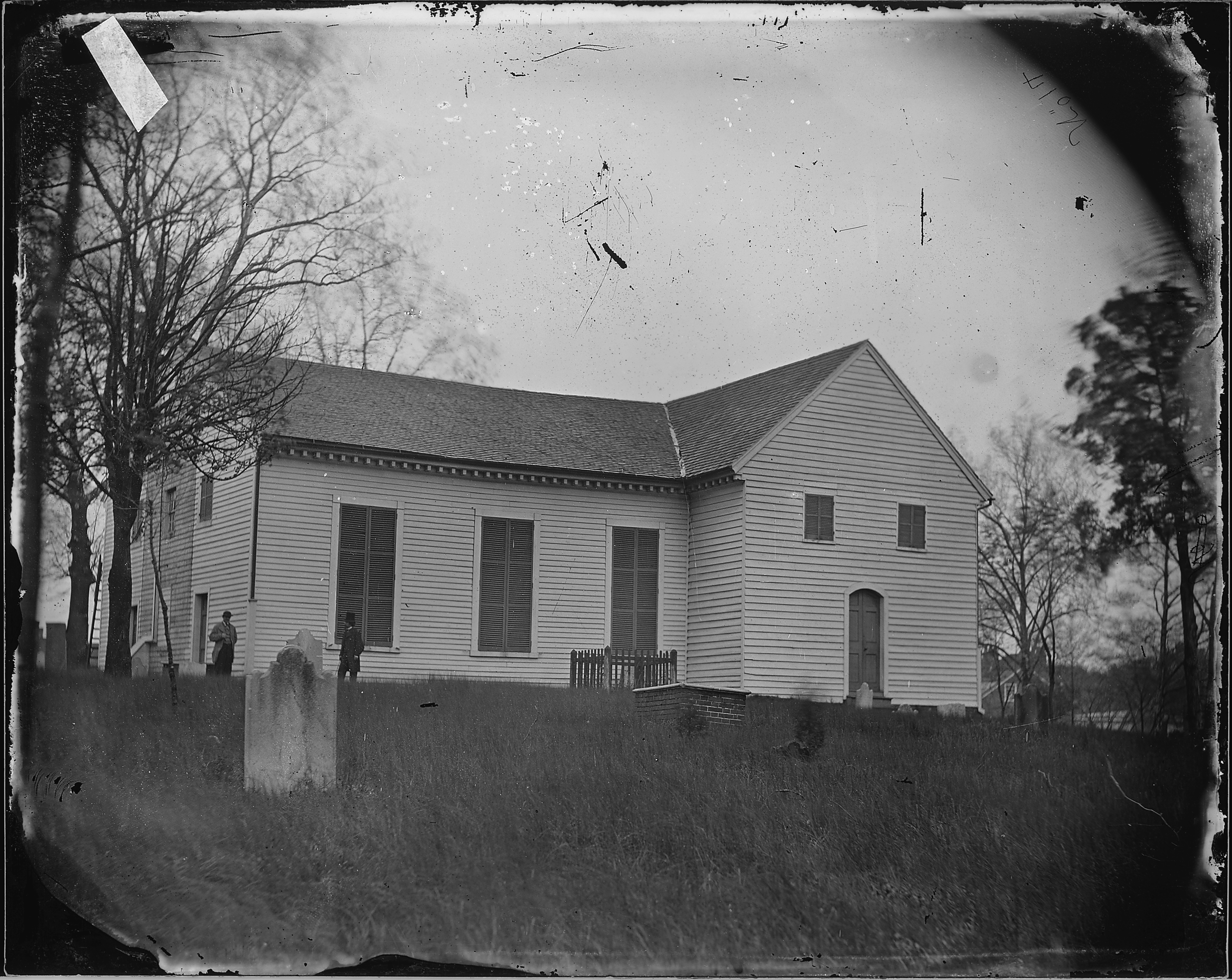
St. John's Church, Richmond, luogo della seconda e terza convenzione.

La Seconda Convenzione si tenne a Richmond, presso la St. John's Episcopal Church, il 20 marzo 1775. I delegati scelsero nuovamente un presidente ed elessero i rappresentanti per il Congresso Continentale. Durante la convention, Patrick Henry propose la mobilitazione della milizia della Virginia e pronunciò il famoso discorso "Datemi la libertà o datemi la morte!" per radunare consensi a favore della misura. Venne quindi deliberato che la colonia fosse "messa in stato di difesa: e che Patrick Henry, Richard Henry Lee, Robert Carter Nicholas, Benjamin Harrison, Lemuel Riddick, George Washington, Adam Stephen, Andrew Lewis, William Christian, Edmund Pendleton, Thomas Jefferson e Isaac Zane, Esquire, formassero un comitato per elaborare un piano per l'arruolamento, l'armamento e l'addestramento di un numero di uomini sufficiente allo scopo.
(Immagine di St. John's Church a Richmond prima dell'ampliamento. La Seconda e la Terza Convenzione della Virginia si incontrarono qui nel 1775)
Nel periodo intercorrente tra le due convenzioni, nell'aprile del 1775, Randolph, che era sia Presidente della Camera dei Burghesi che Presidente delle Convenzioni della Virginia, negoziò con Lord Dunmore la restituzione della polvere da sparo rimossa dall'arsenale di Williamsburg su una nave da guerra britannica durante l'"Incidente della Polvere da Sparo", uno scontro tra le forze del Governatore e la milizia della Virginia, guidata da Patrick Henry.
La House of Burgesses fu convocata nuovamente da Lord Dunmore un'ultima volta nel giugno del 1775 per affrontare la "Risoluzione conciliatoria" del Primo Ministro britannico Lord North. Randolph, che era delegato al Congresso Continentale, tornò a Williamsburg per riprendere il suo ruolo di Presidente. Egli informò l'assemblea che la risoluzione non era stata inviata al Congresso (era stata invece inviata a ciascuna colonia individualmente nel tentativo di dividerle e bypassare il Congresso Continentale). La Camera dei Burghesi respinse la proposta, che venne successivamente rigettata anche dal Congresso Continentale.

### Terza convenzione rivoluzionaria
La Terza Convenzione si riunì il 17 luglio 1775, sempre presso la St. John's Church, dopo che Lord Dunmore fuggì dalla capitale (a seguito del rifiuto della risoluzione di North) e si rifugiò su una nave da guerra britannica. Peyton Randolph continuò a presiedere la Convenzione. La Convenzione creò un Comitato di Sicurezza per governare come organo esecutivo in assenza del governatore reale (Dunmore). I membri del comitato erano Edmund Pendleton, George Mason, John Page, Richard Bland, Thomas Ludwell Lee, Paul Carrington, Dudley Digges, William Cabell, Carter Braxton, James Mercer e John Tabb. La Convenzione inoltre divise la Virginia in 16 distretti militari e deliberò di istituire reggimenti regolari. I lavori della Convenzione terminarono il 26 agosto 1775, mentre il Comitato di Sicurezza continuò a riunirsi e a governare durante le sessioni intercorrenti tra le Convenzioni.

### Quarta convenzione rivoluzionaria

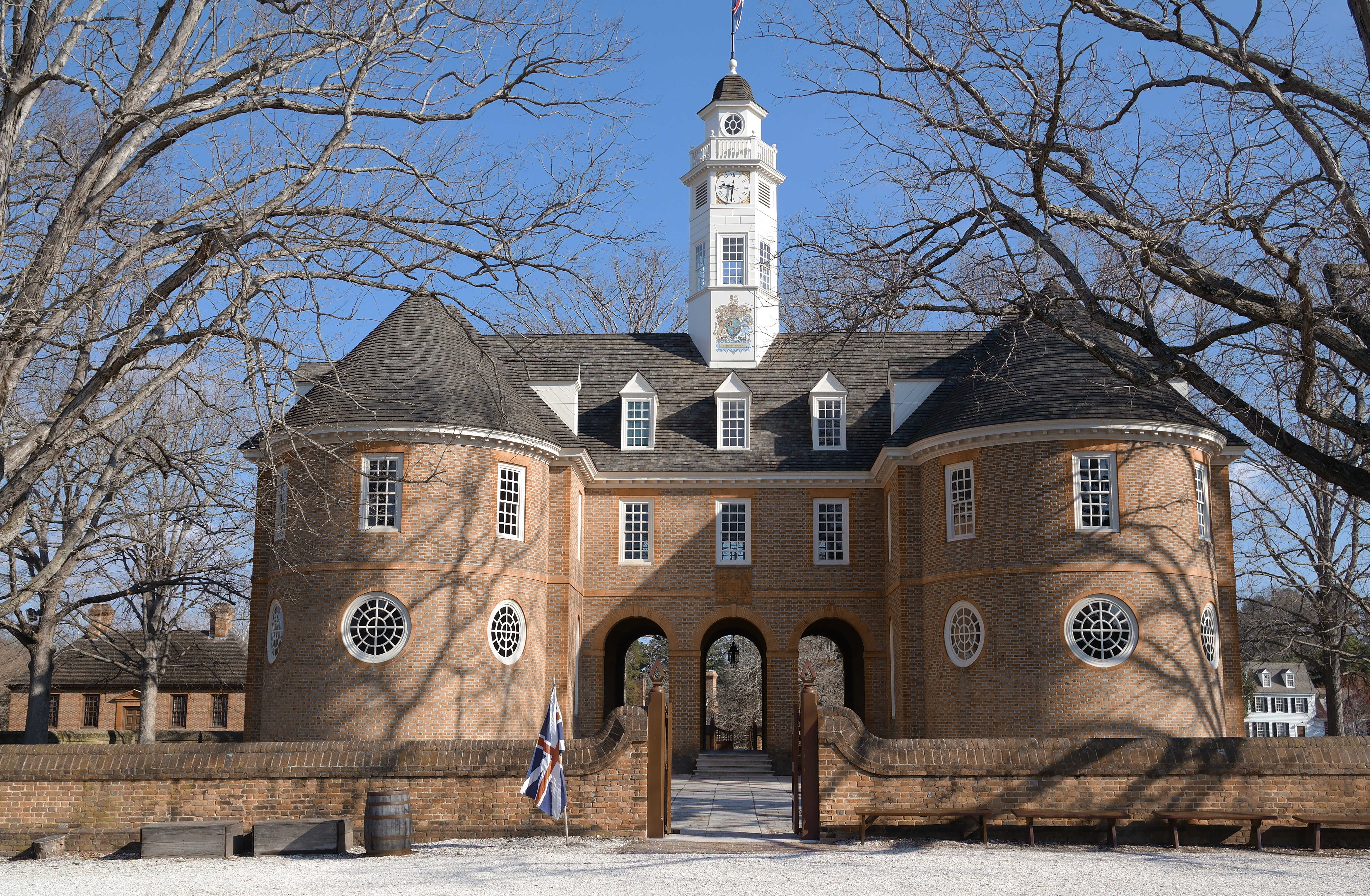
Virginia Capitol, Williamsburg VA, sede della quarta e quinta convenzione

La Quarta Convenzione si tenne a Williamsburg nel dicembre 1775, a seguito della dichiarazione di rivolta della colonia da parte di Lord Dunmore nel novembre precedente e degli scontri tra le sue forze reali e la milizia nell'area di Hampton Roads. Edmund Pendleton succedette a Peyton Randolph, deceduto nell'ottobre del 1775, come Presidente della Convenzione. La Convenzione dichiarò che i Virginiani erano pronti a difendersi "contro ogni forma di dispotismo". Fu inoltre approvata un'ordinanza per il reclutamento di ulteriori truppe.
Nel frattempo, in Gran Bretagna, nel dicembre 1775, il Proclama Reale di Ribellione dichiarava le colonie fuori dalla protezione del Re. Tuttavia, è importante sottolineare che durante le prime quattro Convenzioni della Virginia, non venne mai adottata alcuna dichiarazione a favore dell'indipendenza dall'Impero Britannico.

### Quinta convenzione rivoluzionaria
Nel 1776 George Washington, delegato alla Convenzione della Virginia e al Congresso Continentale, era stato nominato a Filadelfia dal Primo Congresso Continentale come comandante delle truppe continentali che circondavano Boston. I patrioti della Virginia avevano sconfitto una spedizione britannica in avanzata nella battaglia di Great Bridge, a sud-est di Norfolk, nel dicembre precedente.
La Quinta Convenzione, appena eletta, si riunì a Williamsburg dal 6 maggio al 5 luglio 1776. Al suo ritorno dalla presidenza del Primo Congresso Continentale a Philadelphia, elesse Edmund Pendleton come presidente. All'interno della Quinta Convenzione operavano tre fazioni:
- La prima era composta principalmente da ricchi piantatori, tra cui Robert Carter Nicholas Sr.[11]
- La seconda fazione era costituita da figure di spicco per l'intelletto, come la generazione più anziana composta da George Mason, George Wythe, Edmund Pendleton, e i più giovani Thomas Jefferson e James Madison.[12]
- La terza fazione, minoritaria, era formata da giovani provenienti principalmente dalla Virginia occidentale. Questo gruppo era guidato da Patrick Henry e comprendeva "radicali" che avevano sostenuto l'indipendenza prima del 1775.[13]

Il 15 maggio, la Convenzione dichiarò che il governo della Virginia, "precedentemente esercitato" da Re Giorgio in Parlamento, era "completamente sciolto". La Convenzione adottò tre risoluzioni: la prima chiedeva una dichiarazione dei diritti per la Virginia, la seconda la formazione di una costituzione repubblicana e la terza relazioni federali con le altre colonie interessate e alleanze con i paesi stranieri disponibili. Inoltre, istruì i suoi delegati al Congresso Continentale a Filadelfia di dichiarare l'indipendenza.
Il 7 giugno, Richard Henry Lee, uno dei delegati della Virginia al Congresso, eseguì le istruzioni proponendo l'indipendenza con il linguaggio dettato dalla Convenzione: "che queste colonie sono, e di diritto devono essere, stati liberi e indipendenti". La risoluzione fu seguita in Congresso dall'adozione della Dichiarazione di Indipendenza Americana, che ne rifletteva i concetti.
La Convenzione emendò e adottò il 12 giugno la Dichiarazione dei Diritti di George Mason, precursore del Bill of Rights degli Stati Uniti. Il 29 giugno, la Convenzione approvò la prima Costituzione della Virginia. La Convenzione scelse Patrick Henry come primo governatore del nuovo Commonwealth della Virginia, con la sua inaugurazione avvenuta il 29 giugno 1776. Pertanto, la Virginia aveva una costituzione repubblicana funzionante prima del 4 luglio 1776.